# Lapidárium zaniklých obcí Doupovských hor
Lapidárium zaniklých obcí Doupovských hor je budováno od roku 2003 u kaple na Vintířovském vrchu nad vsí Vintířov, částí obce Radonice. Za jeho vznikem stojí občanské sdružení Klub historických památek Radonicka. Lapidárium, připomínající zvláštní hřbitov, se skládá z artefaktů a pozůstatků z dnes již zaniklých sídel Doupovských hor, zbořených při zřizování Vojenského újezdu Hradiště v padesátých letech 20. století. Každý kámen či artefakt, mezi nimiž jsou zbytky patníků, božích muk, zbořených domů nebo také mlýnský kámen, ostění oken či vojenský zátaras, připomíná jednu ze zaniklých obcí – Doupov, Martinov, Kopáčov, Hlubokou, Olešku, Sedlec, Tureč, Radnici, Zvoníčkov a řadu dalších.
Jako první sem byl umístěn v březnu 2003 pomník Dr. Hanse Kudlicha z roku 1933. Ten stával u Kudlichovy rozhledny na vrchu Složiště (dříve Legerberg). Dnes se v lapidáriu nachází více než padesát obdobných artefaktů.

## Přístup
Lapidárium se nachází na Vintířovském vrchu poblíž poutní kaple Panny Marie Pomocné asi 600 metrů vzdušnou čarou směrem na sever od Vintířova a zhruba 1,4 km ze středu obce po místní komunikaci. Do Vintířova existuje v pracovní dny autobusové spojení z Kadaně, nejbližší železniční zastávka Radonice u Kadaně je na sezónně provozované trati Kadaň–Podbořanský Rohozec.